# The House of Shame
Pour plus de détails, voir Fiche technique et Distribution.
The House of Shame est un film américain réalisé par Burton L. King, sorti en 1928.

## Fiche technique
- Titre : The House of Shame
- Réalisation : Burton L. King
- Assistant-réalisateur : Bernard McEveety
- Scénario : Arthur Hoerl, Lee Authmar
- Photographie : M.A. Anderson
- Montage : De Leon Anthony
- Producteur :
- Société de production : Chesterfield Motion Pictures Corporation
- Pays de production :  États-Unis
- Langue : film muet avec les intertitres en anglais
- Format : Noir et blanc — 35 mm — 1,37:1 — Muet
- Genre : Film dramatique
- Durée : 60 minutes (6 bobines)[1]
- Date de sortie : 
  - États-Unis : 1er octobre 1928

## Distribution
- Creighton Hale : Harvey Baremore
- Virginia Brown Faire : Druid Baremore
- Lloyd Whitlock : John Kimball
- Florence Dudley : Doris
- Fred Walton : M. Fanchon
- Carlton S. King : le mari furieux
- Julia Griffith : la commère du Country Club
- George Kuwa : le valet de Kimball